# Idli

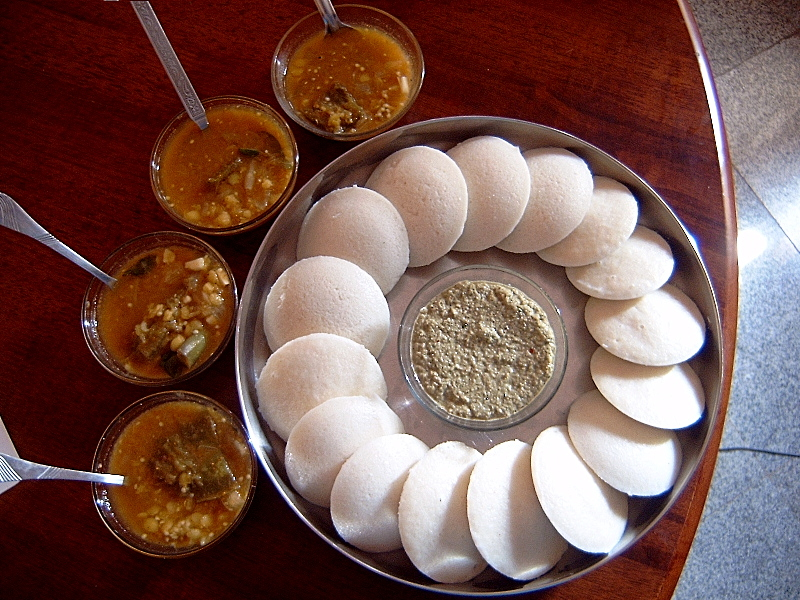
Idli cu chutney și sambar

Idli (limba kannada: ಇಡ್ಲಿ; limba malayalam: ഇഡ്ഡലി; limba tamilă: இட்லி; limba telugu: ఇడ్లీ) este o mâncare caracteristică bucătăriei din sudul Indiei și din Tamil Nadu. 
Idli sunt prăjituri de formă rotundă-plată, obținute dintr-un amestec de orez și linte, pregătite la abur. Adesea sunt consumate ca mic dejun, de multe ori servite cu chutney și sambar.

## Galerie

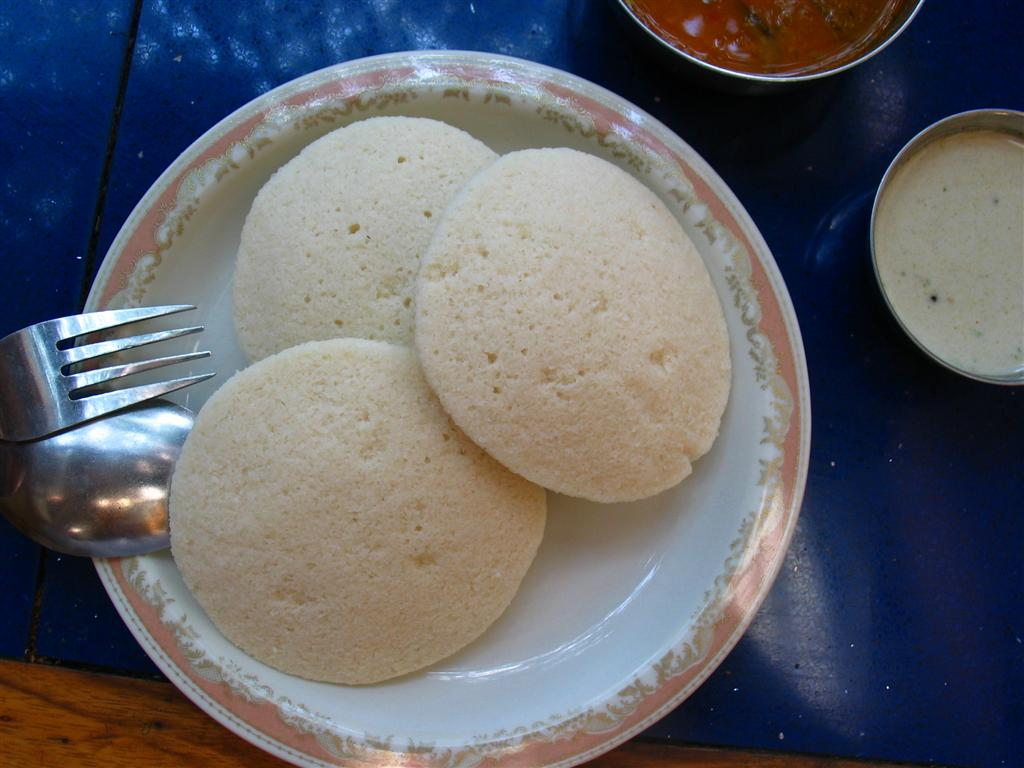
Idli
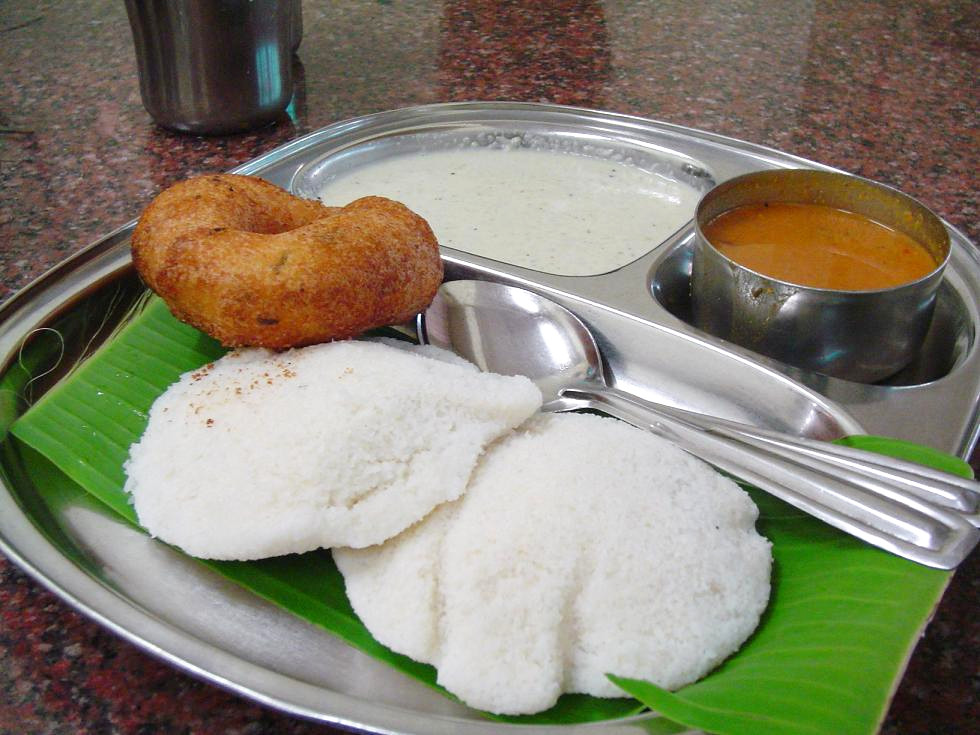
Mic dejun din sudul Indiei, constând din Idli, Sambar și Vadai
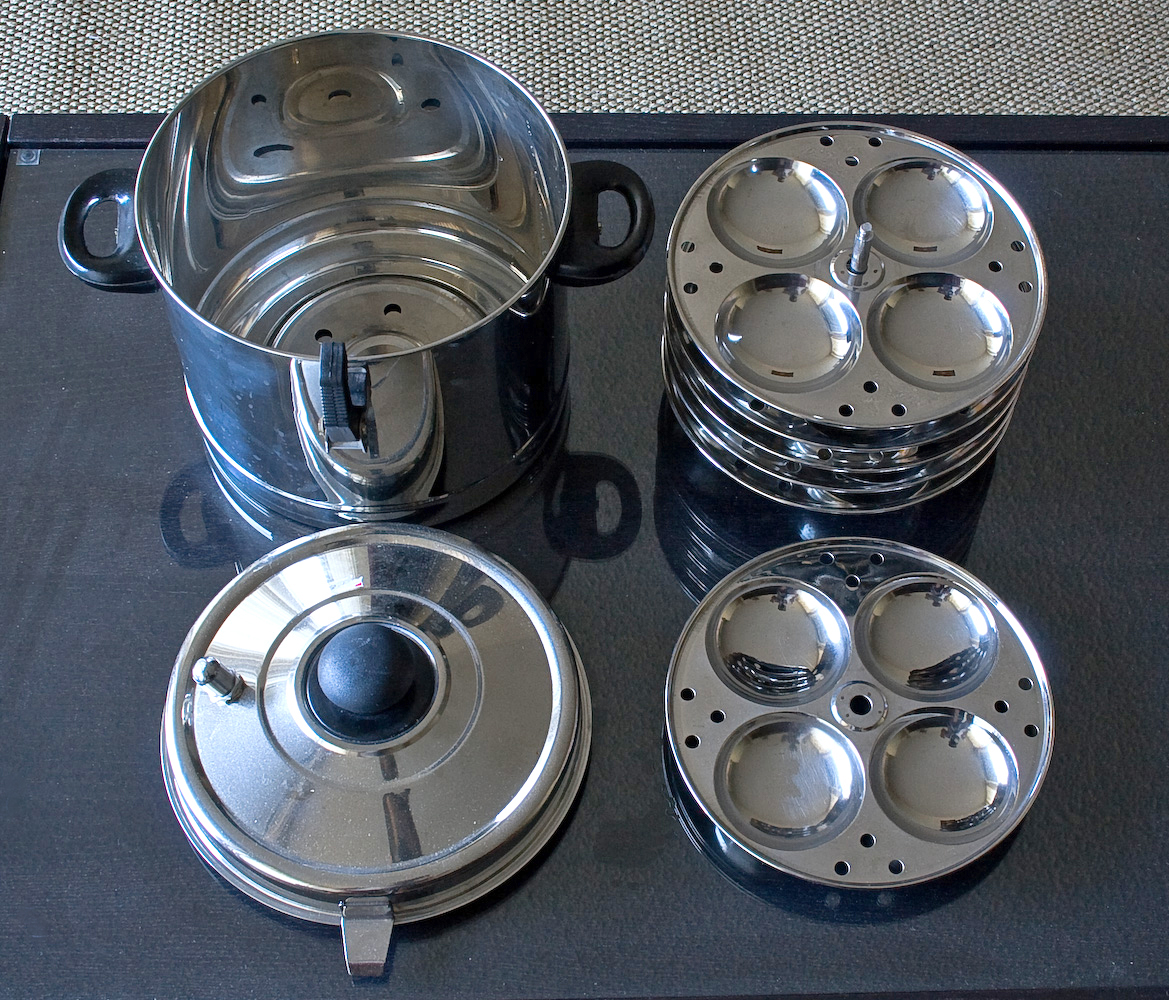
Vas de bucătărie folosit la pregătirea de Idli